# Holger Nielsen
Holger Louis Nielsen, född 18 december 1866 i Köpenhamn, död 26 januari 1955 i Hellerup, var en dansk fäktare och sportskytt.
Nielsen blev olympisk silvermedaljör i fripistol vid sommarspelen 1896 i Aten.